# Hanns-Christian Gunga
Hanns-Christian Gunga (* 8. August 1954 in Soest) ist ein emeritierter deutscher Hochschullehrer für Weltraummedizin und extreme Umwelten am Zentrum für Weltraummedizin der Charité, Gliedkörperschaft der Freien Universität Berlin und der Humboldt-Universität zu Berlin. Von 2015 bis 2016 war er kommissarischer Institutsdirektor des Instituts für Physiologie der Charité – Universitätsmedizin Berlin, Carité Cross Over (CCO). Zuletzt fungierte er als stellvertretender Institutsdirektor, seit Oktober 2022 ist er Seniorprofessor. Seit 2012 ist er zudem Gastprofessor der Northwestern Polytechnical University in Xi’an, China, und seit 2014 Gastprofessor des State Key Laboratory of Space Medicine Fundamentals and Application, China Astronaut Center, Bejing, China. Zudem war er 2015, 2017 und 2018 als DAAD-Gastprofessor an der Universität in Antofagasta in Chile tätig. Er war Vorsitzender der Life Science Working Group der Europäischen Weltraumagentur ESA.

## Leben und Wirken
Gunga studierte von 1973 bis 1980 Geologie und Paläontologie an der Westfälischen Wilhelms-Universität Münster. 1978 weilte er als Stipendiat des Deutschen Akademischen Austauschdienstes (DAAD) für geologische Untersuchungen in Zentralspanien. Über die Frage der Entstehung gigantischer Wesen, wie der Saurier, kam er zur Physiologie. Von 1979 bis 1987 studierte Gunga daher Medizin an der Westfälischen Wilhelms-Universität Münster und der Freien Universität Berlin. In Münster war er von 1980 bis 1982 Assistent am Institut für Geologie in der Planetologischen Forschungsgruppe Earth-Moon System. 1989 wurde er in Berlin mit einer Arbeit zum Leben und Werk des Berliner Physiologen Nathan Zuntz (1847–1920) unter besonderer Berücksichtigung seiner Bedeutung für die Frühgeschichte der Höhenphysiologie und Luftfahrtmedizin promoviert und 1997 mit der Arbeit Zur Regulation des Erythropoietins beim Menschen unter extremen labor- und feldphysiologischen Bedingungen habilitiert. Seine Weiterbildung schloss er 2000 als Facharzt für Physiologie ab.
Er gelangte 1987 zur Forschungsgruppe des Physiologen Karl Kirsch, der sich unter anderem mit Weltraummedizin befasste und arbeitete bis 1997 in der Forschungsgruppe Angewandte Physiologie, zuletzt als Privatdozent, mit. 2004 wurde Gunga zum Universitätsprofessor mit den Forschungsschwerpunkten Weltraummedizin, Blutphysiologie, Herz/Kreislaufphysiologie, Nierenphysiologie, vergleichende Physiologie in extremen Umwelten am Institut für Physiologie der Charité berufen (Nathan-Zuntz-Professur) und war seit 2008 Stellvertretender Geschäftsführender Direktor des Instituts für Physiologie auf dem Campus Benjamin Franklin der Charité. Im Jahr 2015 wurde er zum Direktor des Instituts für Physiologie der Charité – Universitätsmedizin Berlin, Charité Cross Over (CCO). Gunga war außerdem Sprecher des Zentrums für Weltraummedizin, in dem wissenschaftliche Institute sowie Raumfahrtfirmen und das Deutsche Zentrum für Luft- und Raumfahrt (DLR) zusammenarbeiten. Seit 2013 war er Chairman des „Programmausschusses des Deutschen Zentrums für Luft- und Raumfahrt“ (DLR) in Köln.
Gunga hat als Wissenschaftler an einer großen Anzahl von Raumfahrtmissionen und internationalen Studien teilgenommen. Unter anderem war er an Experimenten auf der ISS, der MIR, bei Bettruhestudien und Parabelflügen beteiligt. Besonders hervorzuheben sind die D-2 Mission, die Mars500-Studie in Moskau und die Missionen MIR'92 und EUROMIR'94.
Im Jahr 2015 gewann Gunga den „Life Science Book Award“ der „International Academy of Astronautics“ mit dem Buch „Human Physiology in Extreme Environments“, Academic Press, Elsevier 2015.
Gunga ist verheiratet, Vater von drei Söhnen und lebt in Berlin.

## Mitgliedschaften
- 2000 Life Science Working Group – Beratergremium für die Europäische Weltraumbehörde (ESA)
- 2001 Mitglied der Exobiology Working Group (ESA)
- 2003 Chairman der Life Science Working Group der ESA
- 2004 Mitglied des Wissenschaftlichen Beirates des Österreichischen Bundesheeres
- 2005 Mitglied des NATO-Expertenrates Man in Extreme Environments
- 2007 GoSpace-Team zur industriellen Forschung in Schwerelosigkeit auf dem Gebiet Life Science
- 2008 Wissenschaftlicher Programmausschuss des Deutschen Zentrums für Luft- und Raumfahrt (DLR)
- 2008 Wissenschaftlicher Beirat für das Sanitäts- und Gesundheitswesen beim Bundesminister für Verteidigung (Wehrmedizinischer Beirat)
- 2008 International Academy of Astronautics
- 2009 European Space Sciences Committee (ESSC) der European Science Foundation
- 2012  Member of “High-End Foreign Experts Recruitment Program” by the State Administration of Foreign Experts Affairs, China
- 2012  Guest Professor at the Northwestern Polytechnical University, Xi’an, China
- 2013  Chairman of the “Programausschuss des Deutschen Zentrums für Luft- und Raumfahrt (DLR)”, Cologne
- 2014  Guest Professor at the State Key Laboratory of Space Medicine Fundamentals and Application, China Astronaut Center, Beijing, China
- 2015  Full member of the International Academy of Astronautics

## Schriften
- Tödliche Hitze: Was extreme Temperaturen im Körper bewirken und wie wir uns schützen können. Quadriga, Bergisch Gladbach 2023, ISBN 978-3869951379.[2]
- Extrem – Was unser Körper zu leisten vermag. S. FISCHER, Frankfurt 2021, ISBN 978-3-10-397002-9.[3]
- Am Tag zu heiß und nachts zu hell. Was unser Körper kann – und warum er heute überfordert ist. Rowohlt, Hamburg 2019, ISBN 978-3-498-02540-3.[4][1]
- Human Physiology in Extreme Environments. Academic Press, Elsevier, 2015, ISBN 978-0-12-386947-0, im Jahr 2018 erschien eine chinesische Version.
- Wärmehaushalt und Temperaturregulation. In: H. Speckmann, J. Hescheler, R. Köhling (Hrsg.): Physiologie. Elsevier, 2013, S. 601–628.
- Nathan Zuntz. His Life and Work in the Fields of High Altitude Physiology and Aviation Medicine. Elsevier, 2009, ISBN 978-0-12-374740-2.
- Leben und Werk des Berliner Physiologen Nathan Zuntz (1847–1920) unter besonderer Berücksichtigung seiner Bedeutung für die Frühgeschichte der Höhenphysiologie und Luftfahrtmedizin. (= Abhandlungen zur Geschichte der Medizin und der Naturwissenschaften. 58). Matthiesen, Husum 1989, ISBN 3-7868-4058-X.
- mit M. Steinach und K. Kirsch: Weltraummedizin und -biologie. In: W. Ley, K. Wittmann, L. Hallmann (Hrsg.): Handbuch der Raumfahrttechnik. Carl Hanser Verlag, München 2007, ISBN 978-3-446-41185-2, Kap. 7.6, S. 575–588.